# Deungnyangdo
Deungnyangdo (hangul: 득량도) är en ö i Sydkorea.   Den ligger i provinsen Södra Jeolla, i den södra delen av landet, 300 km söder om huvudstaden Seoul. Arean är 2,1 kvadratkilometer.
Terrängen på Deungnyangdo är lite kuperad. Öns högsta punkt är 232 meter över havet. Den sträcker sig 1,9 kilometer i nord-sydlig riktning, och 2,0 kilometer i öst-västlig riktning.